# Große Flut von 1993

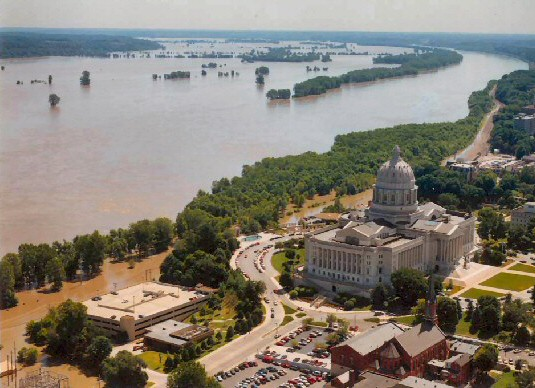
Überflutungen bei Jefferson City, Missouri

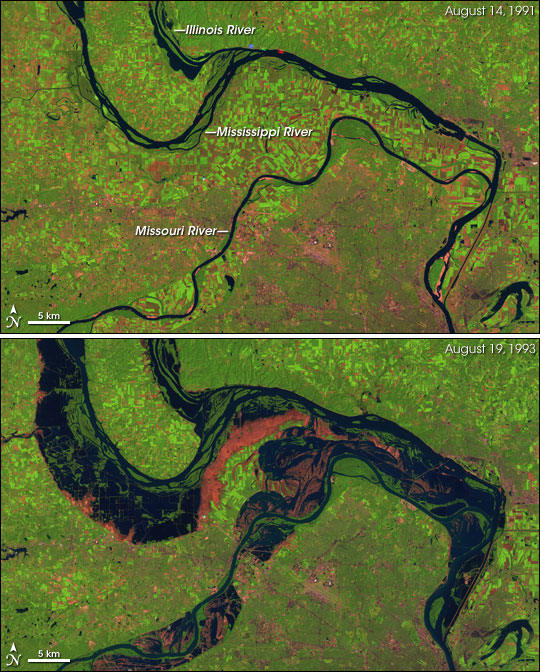
Mississippi bei St. Louis normal und zur Flut von 1993

Die Große Flut von 1993 (engl. Great Mississippi and Missouri Rivers Flood of 1993) war eine Überschwemmung, die sich im Mittleren Westen der USA, entlang der Flüsse Mississippi und Missouri und deren Nebenflüssen, von April bis Oktober 1993 ereignete. Die Überschwemmung gehörte zu den schadensträchtigsten Fluten, die jemals in den Vereinigten Staaten aufgetreten sind. Die Schäden lagen in Höhe von 15 Mrd. $ (ca. 33 Mrd. $ bezogen auf den Wert des Jahres 2025).

## Einzugsgebiet
Das Einzugsgebiet der Flut war ein Gebiet von ca. 1.200 km Länge und 700 km Breite, insgesamt ca. 840.000 km². Innerhalb dieser Zone betrug das überschwemmte Gebiet ca. 78.000 km² und war die schlimmste derartige Katastrophe in den USA seit der großen Mississippi-Flut von 1927, gemessen an Dauer, überschwemmter Fläche, vertriebenen Personen, Ernte- und Sachschäden und der Anzahl der Rekordflusspegel. In einigen Gebieten übertraf die Flut von 1993 sogar die Flut von 1927, die damals die größte jemals aufgezeichnete Flut am Mississippi war.
Einige Orte am Mississippi waren fast 200 Tage lang überflutet, während verschiedene Regionen am Missouri fast 100 Tage lang überflutet waren. Am Mississippi verzeichnete Grafton (Illinois), 195 Tage lang Überschwemmungen, Clarksville (Missouri) 187 Tage, Winfield (Missouri) 183 Tage, Hannibal (Missouri) 174 Tage und Quincy (Illinois) 152 Tage lang. Der Missouri River lag 62 Tage lang in Jefferson City, 77 Tage lang in Hermann (Missouri) und 94 Tage lang in St. Charles im Großraum St. Louis über dem Hochwasserlevel. Am 7. Oktober, 103 Tage nach Beginn der Überschwemmung, fiel der Mississippi in St. Louis schließlich unter den Hochwasserlevel. Ungefähr 100.000 Häuser wurden durch die Überschwemmungen zerstört.

## Einzelereignisse
- Vom 11. Juli bis zum 22. Juli wurde die Aufbereitungsanlage der Des Moines Water Works am Raccoon River überflutet. Dies führte dazu, dass die Anlage abgeschaltet wurde und für diesen Zeitraum kein fließendes Wasser für Des Moines liefern konnte. Während dieser Zeit richteten die Army National Guard und das Amerikanische Rote Kreuz Wasserstationen ein.
- Im Juni kam es zu Überschwemmungen entlang des Black River in Wisconsin und auch entlang des Mississippi, Missouri und Kansas Rivers kam es zu Überschwemmungen.
- Am 1. August überfluteten Deichbrüche in der Nähe von Columbia (Illinois) 190 km² Land und gefährdete die historischen Stätten Prairie du Rocher und Fort de Chartres. Durch Deichöffnungen war es möglich, diese zu schützen. Der Mississippi in St. Louis erreichte einen Scheitelpunkt von 15,1 m, fast 6 m über dem Hochwasserlevel. Er hatte eine Flussrate von 30.600 m³/s.[2]